# KAR
A KAR (ARM) Larry Niven science fiction kisregénye, amelyet 1976-ban Hugo-díjra jelöltek. A kisregény a harmadik Niven öt Gil Hamilton-elbeszélése közül. A történetek a szerző Ismert Űr univerzumában játszódnak. A mű magyarul a Harcjáték című antológiában jelent meg, 1999-ben.

## Cselekménye
|  | Alább a cselekmény részletei következnek! |

A KAR hard science fiction detektívtörténet, a „bezárt szoba” műfajból. Gil Hamilton a 22. századi túlnépesedett Föld különleges rendőri alakulatának, a KAR-nak különleges képességekkel rendelkező munkatársa. Egy nap meggyilkolják Dr. Raymond Sinclairt, a zseniális fizikust, aki egy forradalmian új találmányon, az időbuborékot generáló antiinerciális csillagrakéta-hajtóművön dolgozott. Úgy tűnik, a gyilkos semmiképpen sem hagyhatta el a tett színhelyét – hacsak nem az áldozat szépséges unokahúga a tettes, amit Hamilton nem tud elhinni. Szívós munkával végül kideríti, hogy van-e köze a rejtély megoldásának Sinclair találmányához, valamint egy másik ügyhöz, egy ismeretlen fegyverrel elkövetett kettős gyilkossághoz.